# Aneomochtherus kompancevae
Aneomochtherus kompancevae är en tvåvingeart som beskrevs av Pavel Lehr 1996. Aneomochtherus kompancevae ingår i släktet Aneomochtherus och familjen rovflugor. Inga underarter finns listade i Catalogue of Life.